# John Tukey
John Wilder Tukey (New Bedford, 16 de junho de 1915 — New Brunswick, 26 de julho de 2000) foi um estatístico estadunidense.

## Vida acadêmica
Tukey graduou-se em ciências em 1936 e em química em 1937 pela Brown University, antes de ingressar na Universidade de Princeton, onde recebeu um Ph.D. em matemática. Durante a Segunda Guerra Mundial, Tukey trabalhou no Fire Control Research Office em conjunto com Samuel Stanley Wilks e William Cochran. Depois da guerra, voltou a Princeton, dividindo seu tempo entre a universidade e os AT&T Bell Laboratories.

## Premiações
Tukey foi agraciado com a Medalha de Honra IEEE em 1982, "por suas contribuições à análise espectral de processos aleatórios e o algoritmo FFT."

## Contribuições científicas
No início de sua carreira, Tukey trabalhou no desenvolvimento de métodos estatísticos para computadores na Bell Labs, onde inventou o termo "bit" em 1947.
Seus interesses estatísticos eram muitos e variados. Ele é particularmente lembrado por seu desenvolvimento com James Cooley do algoritmo Cooley – Tukey FFT. Em 1970, ele contribuiu significativamente para o que hoje é conhecido como reamostragem. Ele introduziu o box plot em seu livro de 1977, "Exploratory Data Analysis", entre outras contribuições.
Em 1974, ele desenvolveu, com Jerome H. Friedman, o conceito de projection pursuit (PP).

## Publicações
- Andrews, David F.; Bickel, Peter J.; Hampel, Frank R.; Huber, Peter J.; Rogers, W. H.; Tukey, John Wilder (1972). Robust estimates of location: survey and advances. [S.l.]: Princeton University Press. ISBN 978-0-691-08113-7. OCLC 369963
- Basford, Kaye E.; Tukey, John Wilder (1998). Graphical Analysis of Multiresponse Data. [S.l.]: Chapman & Hall/CRC Press. ISBN 978-0-8493-0384-5. OCLC 154674707[5][6][7][8]
- Blackman, R. B.; Tukey, John Wilder (1959). The measurement of power spectra from the point of view of communications engineering. [S.l.]: Dover Publications. ISBN 978-0-486-60507-4
- Cochran, William Gemmell; Mosteller, Charles Frederick; Tukey, John Wilder (1953). Statistical problems of the Kinsey report on sexual behavior in the human male. [S.l.]: Journal of the American Statistical Association. doi:10.1080/01621459.1953.10501194
- Hoaglin, David C.; Mosteller, Charles Frederick; Tukey, John Wilder, eds. (1983). Understanding Robust and Exploratory Data Analysis. [S.l.]: Wiley. ISBN 978-0-471-09777-8. OCLC 8495063
- Hoaglin, David C.; Mosteller, Charles Frederick; Tukey, John Wilder, eds. (1985). Exploring Data Tables, Trends and Shapes. [S.l.]: Wiley. ISBN 978-0-471-09776-1. OCLC 11550398
- Hoaglin, David C.; Mosteller, Charles Frederick; Tukey, John Wilder, eds. (1991). Fundamentals of exploratory analysis of variance. [S.l.]: Wiley. ISBN 978-0-471-52735-0. OCLC 23180322
- Morgenthaler, Stephan; Tukey, John Wilder, eds. (1991). Configural polysampling: a route to practical robustness. [S.l.]: Wiley. ISBN 978-0-471-52372-7. OCLC 22381036
- Mosteller, Charles Frederick; Tukey, John Wilder (1977). Data analysis and regression: a second course in statistics. [S.l.]: Addison-Wesley. ISBN 978-0-201-04854-4. OCLC 3235470
- Tukey, John Wilder; Ross, Ian C.; Bertrand, Verna (1973). Index to statistics and probability. [S.l.]: R & D Press. ISBN 978-0-88274-001-0. OCLC 745715

Obras completas de John W Tukey, editadas por William S. Cleveland
- Brillinger, David R., ed. (1984). Volume I: Time series, 1949–1964. [S.l.]: Wadsworth, Inc. ISBN 978-0-534-03303-3. OCLC 10998116
- Brillinger, David R., ed. (1985). Volume II: Time series, 1965–1984. [S.l.]: Wadsworth, Inc. ISBN 978-0-534-03304-0. OCLC 159731367
- Jones, Lyle V., ed. (1985). Volume III: Philosophy and principles of data analysis, 1949–1964. [S.l.]: Wadsworth & Brooks/Cole. ISBN 978-0-534-03305-7. OCLC 159731367
- Jones, Lyle V., ed. (1986). Volume IV: Philosophy and principles of data analysis, 1965–1986. [S.l.]: Wadsworth & Brooks/Cole. ISBN 978-0-534-05101-3. OCLC 165832503
- Cleveland, William S., ed. (1988). Volume V: Graphics, 1965–1985. [S.l.]: Wadsworth & Brooks/Cole. ISBN 978-0-534-05102-0. OCLC 230023465
- Mallows, Colin L., ed. (1990). Volume VI: More mathematical, 1938–1984. [S.l.]: Wadsworth & Brooks/Cole. ISBN 978-0-534-05103-7. OCLC 232966724
- Cox, David R., ed. (1992). Volume VII: Factorial and ANOVA, 1949–1962. [S.l.]: Wadsworth & Brooks/Cole. ISBN 978-0-534-05104-4. OCLC 165366083
- Braun, Henry I., ed. (1994). Volume VIII: Multiple comparisons, 1949–1983. [S.l.]: Chapman & Hall/CRC Press. ISBN 978-0-412-05121-0. OCLC 165099761